# Giao Long, Vĩnh Long
Giao Long là một xã thuộc tỉnh Vĩnh Long, Việt Nam.

## Địa lý
Xã Giao Long nằm ở phía đông huyện Châu Thành, có vị trí địa lý:
- Phía đông giáp xã Phú Thuận và Châu Hưng.
- Phía tây giáp phường Sơn Đông và xã Phú Túc.
- Phía nam giáp phường Phú Tân.
- Phía bắc giáp tỉnh Đồng Tháp với ranh giới là sông Mỹ Tho.

Xã Giao Long có diện tích 42,45 km², dân số năm 2025 là 40.150 người, mật độ dân số đạt 945 người/km².

## Hành chính
Xã Giao Long được chia thành 7 ấp: Hòa An, Hòa Hưng, Hòa Long, Hòa Thạnh, Long Hòa, Long Hội, Long Thạnh.

## Lịch sử
Địa bàn xã Giao Long hiện nay trước đây vốn là hai xã Giao Long và Giao Hòa thuộc huyện Châu Thành.
Năm 1836, Giao Long là một trong 20 thôn thuộc tổng Hòa Hằng, huyện Kiến Hòa, phủ Kiến An, tỉnh Định Tường.
Ngày 1 tháng 3 năm 1912, quận An Hóa được thành lập, Giao Long là một trong 24 làng thuộc tổng Hòa Quới, quận An Hóa, tỉnh Mỹ Tho.
Tháng 7 năm 1972, sáp nhập xã Giao Long và xã Giao Hòa thành xã Giao Long Hòa thuộc huyện Châu Thành Đông.
Tháng 1 năm 1973, xã Giao Long Hòa lại tách thành hai xã Giao Long và Giao Hòa như cũ.
Trước khi sáp nhập, xã Giao Long có diện tích 5,23 km², dân số là 4.158 người, mật độ dân số đạt 795 người/km². Xã Giao Hòa có diện tích 5,97 km², dân số là 3.093 người, mật độ dân số đạt 518 người/km².
Ngày 10 tháng 1 năm 2020, Ủy ban Thường vụ Quốc hội ban hành Nghị quyết số 856/NQ-UBTVQH14 về việc sắp xếp các đơn vị hành chính cấp xã thuộc tỉnh Bến Tre (nghị quyết có hiệu lực từ ngày 1 tháng 2 năm 2020). Theo đó, sáp nhập toàn bộ diện tích và dân số của xã Giao Hòa vào xã Giao Long.
Ngày 16 tháng 6 năm 2025, Ủy ban Thường vụ Quốc hội ban hành Nghị quyết số 1687/NQ-UBTVQH15 về việc sắp xếp các đơn vị hành chính cấp xã của tỉnh Vĩnh Long năm 2025. Theo đó, sắp xếp toàn bộ diện tích tự nhiên, quy mô dân số của các xã Giao Long, An Phước và Quới Sơn thành xã mới có tên gọi là xã Giao Long.
Sau khi sáp nhập, xã Giao Long có 42,45 km² diện tích tự nhiên và dân số 40.150 người.